# Бете-Фајнманова формула
Бете-Фајнманова формула ефикасности је једноставан метод израчунавања приноса фисијске бомбе, а први пут је изведена 1943. године након развоја 1942. године. Шпекулише се да су аспекти формуле тајни ограничени подаци.

## Сродна формула
- a = интерна енергија по граму
- b = брзина раста
- c = полупречник сфере

{\displaystyle a\approx (bc)^{2}f}
Затим би био укључен нумерички коефицијент како би се створила Бете-Фајнманова формула – повећање тачности више од реда величине.